# Janice Hallett
Janice Hallett (1969) è una giornalista, sceneggiatrice autrice di romanzi gialli britannica.
Il suo primo romanzo, The Appeal, è stato il secondo debutto di narrativa più venduto nel Regno Unito del 2021, e le ha fatto vincere il CWA New Blood Dagger del 2022.

## Biografia
Ha studiato sceneggiatura al Royal Holloway, University of London e lingua inglese allo University College London. Nel 2011 ha co-scritto Retreat, un film di genere horror e thriller britannico del 2011. Ha lavorato come giornalista per il Dipartimento per lo sviluppo internazionale. Ha lavorato anche presso la Cosmetics International.
Il romanzo del 2022 The Twyford Code è stato elencato come uno dei "Migliori libri del 2022: narrativa poliziesca" dal Financial Times.
Nel 2023, l'edizione giapponese di The Appeal, tradotta da Ran Yamada, è stata nominata per il Mystery Writers of Japan Award per la narrativa gialla in traduzione.

## Opere
- The Appeal (2021)[6]
  - Il romanzo è pubblicato in Italia da Einaudi il 28 marzo 2023 con il titolo L'assassino è tra le righe.
- The Twyford Code (2022)[7]
- The Mysterious Case of the Alperton Angels (2023)[8]
  - Il romanzo è pubblicato in Italia da Einaudi il 25 giugno 2024 con il titolo Il misterioso caso degli angeli di Alperton.
- The Christmas Appeal (2023)
- The Examiner (2024)[9][10]
- A Box Full of Murders (2025)[11]